# 샹틸리 티파니
샹틸리 티파니(Chantilly-Tiffany)는 북아메리카에서 기원한 길고양이 품종이다. 샹틸리는 멸종된 것으로 생각되었으나, 1960년에 재발견되었다.

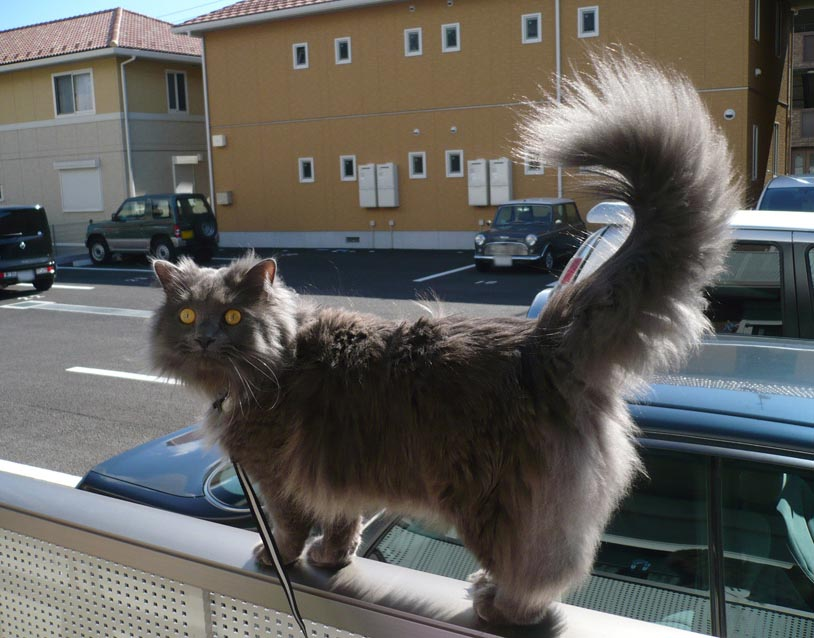
샹틸리 티파니

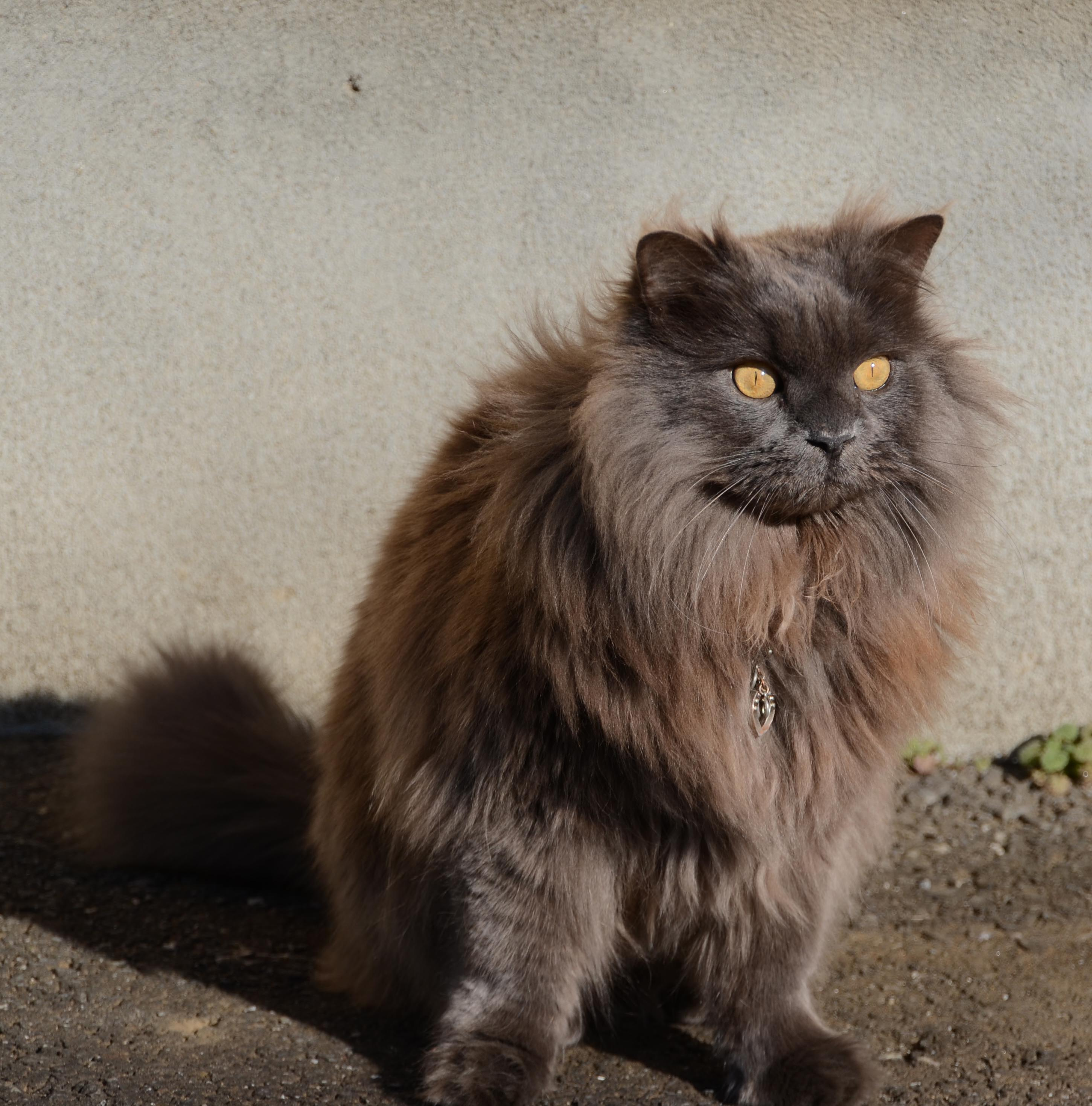
샹틸리 티파니

## 외형
이들의 중장모의 털은 비단결처럼 부드럽고 매끄럽다. 샹틸리 티파니는 성숙하는 속도가 느리고, 보통 약 2살이 될 때까지 완전한 몸집을 갖추지 못한다. 고양이의 눈 색깔은 나이가 들수록 짙어진다. 머리는 완만한 곡선을 가져야 한다. 중간 길이의 코와 넓고 짧고 부드럽게 네모난 주둥이를 갖고 있으며, 뚜렷한 구레나룻을 갖고 있지 않다.
샹틸리 티파니는 초콜릿 색상으로 시작되었지만, 나중에 초콜릿, 파란, 베이지, 라일락, 황갈색을 포함한 다양한 색상으로 받아들여졌다. 허용되는 패턴은 단색, 고등어, 체크무늬 및 범무늬이다. 이상적인 샹틸리의 전체적인 인상은 풍부한 색과 풍성하고 비단 같은 반긴 머리털, 털이 있는 꼬리, 그리고 화려한 귀 조합으로 인해 눈에 띄는 외모를 가진 고양이이다.
고양이는 어릴 때 눈 색깔은 매우 밝고 선명한 노란색인 경향이 있다. 고양이가 나이가 들수록, 그 색깔은 더 황금빛으로 변한다.

## 멸종
2012년 화재로 캐터리와 그 기록 보관소가 파괴되었다. 아르미노 캐터리의 몰락과 함께 이 품종은 멸종 위기에 놓였다. 미국에 알려진 마지막 샹틸리는 Frosty와 그의 딸 Acey이다. Frosty는 노르웨이의 한 사육사로 배송되었다. 그 노력으로 새끼 고양이 에이시(Acey)가 태어났다. 2015년 노르웨이의 브리더는 Frosty가 사망한 후 번식 프로그램을 포기하고 암컷 Acey를 길렀다. 이 사건의 결과로 알려진 바에 따르면 이 품종은 멸종된 것으로 간주된다.